# Aeolis Mons
Aeolis Mons (conocido también como Monte Sharp) es una montaña en el planeta Marte. Forma el pico central en el cráter Gale y se encuentra ubicado en las coordenadas 5,05° S, 137,51° E, se eleva 5,5 km desde el suelo del valle. Es el accidente geográfico ID 15000.
El robot explorador Curiosity (el robot explorador que porta el Mars Science Laboratory) aterrizó en "Yellowknife" Quad 51 de Aeolis Palus, cerca de la montaña, el 6 de agosto de 2012.  La NASA denominó al sitio de aterrizaje Bradbury Landing el 22 de agosto de 2012. Aeolis Mons es un objetivo primario de estudios científicos.